# Астасп
Астасп (перс. Aštāspa‎) или Аспаст — сатрап Кармании в IV веке до н. э.

## Биография
В переводе с персидского «Астаспа» означает «управляющий восьмеркой лошадей (колесницей)». Но, возможно, что на самом деле следует читать «Аспаста» — «клевер».
По всей видимости, как отметил С. Фишер-Фабиан, Астасп происходил из старинного благородного иранского рода и отметился своими заслугами ещё перед персидским царём Дарием III. По предположению А. Босворта, Астасп в 331 году до н. э. во время битвы при Гавгамелах осуществлял командование над отрядами, пришедшими от побережья Красного моря. Впоследствии он смог сохранить за собой пост правителя Кармании и при Александре Македонском — около 330 года до н. э.
В 325 году до н. э. после завершения тяжёлого Индийского похода македонская армия на обратном пути претерпела огромные лишения во время трудного перехода через пески Гедросии. К утомленному произошедшими невзгодами Александру поступали многочисленные жалобы в отношении назначенных им наместников, которые во время длительного отсутствия царя допускали различные злоупотребления. Разгневанный Александр приступил к «большой чистке», одной из первой жертв которой стал правитель Кармании. По сообщению Курция Руфа, в отношении Астаспа поступил донос, что он «затевал какой-то переворот». Первоначально Александр, ожидая проверки этих обвинений, любезно принял прибывшего к нему сатрапа и сохранил за ним все его привилегии. Но после подтверждения сведений тот был казнён: «ведь жестокость не препятствует разнузданности, а разнузданность — жестокости». По мнению Д. Грэйнджера, Александр предусмотрительно выждал, пока его войско не оправится. Как такового же «мятежа» не было: Астасп «просто правил своей сатрапией, не имея вышестоящего правителя, все остальные сатрапы находились в таком же положении». По убеждению С. Фишер-Фабиана, наместник Кармании был наказан за то, что не отправил вовремя навстречу македонскому войску караваны с продовольствием. Такой же позиции придерживался Ф. Шахермайр.
Преемником Астаспа был назначен Сибиртий. П. Фор ошибочно отметил, что сатрапия Астаспа была передана Тлеполему.